# Der Purimszpiler
Der Purimszpiler (jiddisch פורים שפילער, polnisch Błazen purymowy) ist ein jiddischsprachiger Film aus Polen von 1937.
Nach einem Text von Joseph Bulow erzählt der Film die Geschichte eines Purimspielers, eines Darstellers in den traditionellen ausgelassenen Theater-Aufführungen des jüdischen Purimfestes.
Der Film sollte an den großen Erfolg Yidl mitn Fidl des gleichen Produzenten und Regisseurs Joseph Green anknüpfen.

## Handlung
Der Film spielt in einem galizischen Schtetl vor dem Ersten Weltkrieg zu einer Zeit, die reich war an umherziehenden Darstellern und unglücklichen Liebhabern.
Getzel, ein wandernder Purimspieler, kommt in ein galizisches Dorf und sucht dort nach Arbeit. Er findet schließlich eine Anstellung im Schuhmachergeschäft von Reb Nachum, wo er Esther, die Tochter des Hauses, kennenlernt. Er verliebt sich in sie, aber es fehlt ihm der Mut, es ihr zu sagen. Als ein Zirkus in der Stadt ankommt, verliebt sich Esther in Dick, einen kultivierten Zirkuskünstler, was Getzel noch verzweifelter zurücklässt. So gibt er sich mit seiner Arbeit und seinen Träumen zufrieden.
Eines Tages erbt Esthers Vater eine große Geldsumme. Er gibt daraufhin sein Schuhmacherhandwerk auf und versucht, seine Tochter mit Yossel, dem Sohn einer angesehenen Familie, zu verheiraten. Aber sie lehnt die Heirat ab. Während des fröhlichen, farbenfrohen Purimfestes verursacht Getzel, als König verkleidet, einen Skandal, indem er die Reichen beschuldigt und verspottet, darunter auch Esteras „Verlobten“ und Reb Nachum, die sich die Wahrheit darüber anhören müssen, wie das Geld sie verdorben hat. Verärgert über diese Anmaßung Getzels, wird er angewiesen, das Haus zu verlassen. Er geht, aber Esther, beeindruckt von seinem Mut, besteht darauf, mit ihm aus dem Dorf zu fliehen. Sie reisen nach Warschau, aber für Getzel gibt es keine Arbeit. Unerwartet treffen sie Dick wieder und er überredet Esther, sich ihm auf der Bühne anzuschließen. Schon bald heiraten die beiden und Getzel geht aus Verzweiflung in das Dorf zurück, aber er bringt es nicht über sich, Reb Nachum Esthers „Schicksal“ zu erzählen. Auch der Stadtrabbiner kann ihn nicht überzeugen. Da aber Esther und Dick ihm folgen, enthüllen sie die Wahrheit. Reb Nuchem nimmt das Geschehen philosophisch hin und sagt: „Schließlich habe ich noch einen Clown in der Familie!“ Inmitten des Jubels schultert Getzel seinen Rucksack und wandert weiter zu einem anderen Dorf.

## Hintergrund
Die Dreharbeiten erfolgten in Warschau und auch vor Ort in Krakau.

## Rezeption
National Center for Jewish Film schrieb: „Diese musikalische Komödie, die vor dem Zweiten Weltkrieg in einem galizischen Schtetl spielt, konzentriert sich auf drei Charaktere: den traurigen, vagabundierenden Bauernnarren Getsel, einen Varietékünstler in einem Wanderzirkus und die Tochter eines Schuhmachers, deren Vater versucht, sie in eine prominente Familie zu verheiraten Der Höhepunkt ist ein traditionelles Purimfest, bei dem die Darsteller die Familie des reichen Verehrers vertreiben.“ J. Hoberman urteilte: „Eine sehnsüchtige Romanze, die von Liedern durchsetzt ist, aber in den Witzeleien und dem Geplänkel der mündlichen jiddischen Kultur verwurzelt ist. Green's Filme sind immer teilweise dokumentarisch […] selbst die Studioszenen sind von einer Armee jüdischer Komparsen aus der Alten Welt bevölkert.“
Justyna Filochowska wertete: „Der Purimnarr gehört zum Trend der Musikfilme, die authentische Folklore, Gesang und Tanz zeigen. Es zeigt den Alltag einer jüdischen Familie, in der sich Leiden mit Freuden verflochten, kleine Dramen mit großen Schicksalsüberraschungen endeten und alles dem ewigen, überlieferten Rhythmus religiöser Ordnungen und Rituale unterworfen war. Heute lesen wir diesen Film als Aufzeichnung einer längst toten Welt mit ihrem einzigartigen Charme und ihrer Poesie, mit ihrem spezifisch jüdischen Lächeln unter Tränen.“